# 기타쿠리하마역
기타쿠리하마역(일본어: 北久里浜駅、きたくりはまえき)(영어: KitaKurihama Station)은 가나가와현 요코스카시 네기시초 2초메에 있는 게이힌 급행 전철 구리하마 선의 철도역이다. 역번호는 KK66.

## 역 구조
상대식 승강장 2면 2선의 지상역으로, 역사와 개찰구는 2번 선(서쪽) 북쪽에 있다. 두 승강장은 철로 위를 건너가는 육교로 연결되어 있고, 육교에는 엘리베이터가 설치되어 있다. 역의 동쪽은 주위보다 약간 높은 평지라서 승강장은 굽어 있다.
| 1 | ■구리하마 선 하행 | 게이큐 구리하마 역·미사키구치 방면 |
| 2 | ■구리하마 선 상행 | 호리노우치·요코스카 중앙·요코하마·게이큐 가와사키·시나가와· ○도영 지하철 아사쿠사 선 니혼바시·아사쿠사·오시아게 게이세이 본선 게이세이 다카사고· 호쿠소 철도 인바 일본의대 방면 |

## 이용객 변동
| 연도   | 승하차 | 승차   | 각주     |
| ------ | ------ | ------ | -------- |
| 1995년 |        | 14,733 | [ * 1 ]  |
| 1998년 |        | 13,143 | [ * 2 ]  |
| 1999년 |        | 13,125 | [ * 3 ]  |
| 2000년 |        | 13,513 | [ * 3 ]  |
| 2001년 |        | 13,315 | [ * 4 ]  |
| 2002년 | 26,702 | 13,308 | [ * 5 ]  |
| 2003년 | 26,334 | 13,016 | [ * 6 ]  |
| 2004년 | 26,620 | 13,193 | [ * 7 ]  |
| 2005년 | 26,628 | 13,215 | [ * 8 ]  |
| 2006년 | 26,672 | 13,237 | [ * 9 ]  |
| 2007년 | 26,457 | 13,104 | [ * 10 ] |
| 2008년 | 26,283 | 13,064 | [ * 11 ] |
| 2009년 | 25,857 | 12,831 | [ * 12 ] |
| 2010년 | 25,188 | 12,499 | [ * 13 ] |
| 2011년 | 24,970 | 12,367 | [ * 14 ] |
| 2012년 | 25,196 | 12,485 | [ * 15 ] |
| 2013년 | 27,332 | 13,543 | [ * 16 ] |
| 2014년 | 27,085 | 13,427 | [ * 17 ] |
| 2015년 | 27,581 | 13,646 | [ * 18 ] |
| 2016년 | 27,261 | 13,496 | [ * 19 ] |
| 2017년 | 26,595 |        |          |
| 2018년 | 26,105 |        |          |

## 역세권 정보
신오쓰 부근에서 게이큐 구리하마 근처까지 국도 134호 선이 게이 큐 구리하마선 과 병행하고 있으며,이 역 서쪽 앞을 가로 질러있다. 역 및 역에서 서쪽으로 기지개 북 구리 하마 상점 회에는 이전 네기시 공원 부근까지 다양한 상점이 줄 지어 있었지만, 2000년대 께부터는 음식점가 중심이 되고있다. 역 동쪽 고원 지대 주거 지역이 되고있다. 요코스카 선가 平作 강을 끼고 게이큐 구리하마 역 부근까지 보통주하지만,이 역에서 도보 15분 이내에 연락 가능한 역은 없다. 참고로 요코스카 선 주변 역은 기누가사역, 구리하마역이있다.
<! - 체인점을 포함 음식점, 편의점, 개인 상점, 학원, 부동산 등은 기재하지 않는다 ->
- 네기시 공원 (교통 공원, 수영장)
- 북 구리 하마 상가
- 요코하마 은행 북 구리 하마 지점
- 쇼난신용금고 북 구리 하마 지점
- 가나가와 신용 금고 북 구리 하마 지점
- JA 요코스카 하야마 북 구리 하마 지점
- FUJI 북 구리 하마 점
- 스파크 북 구리 하마 점
- 쇼난 학원 고등학교

## 버스 노선

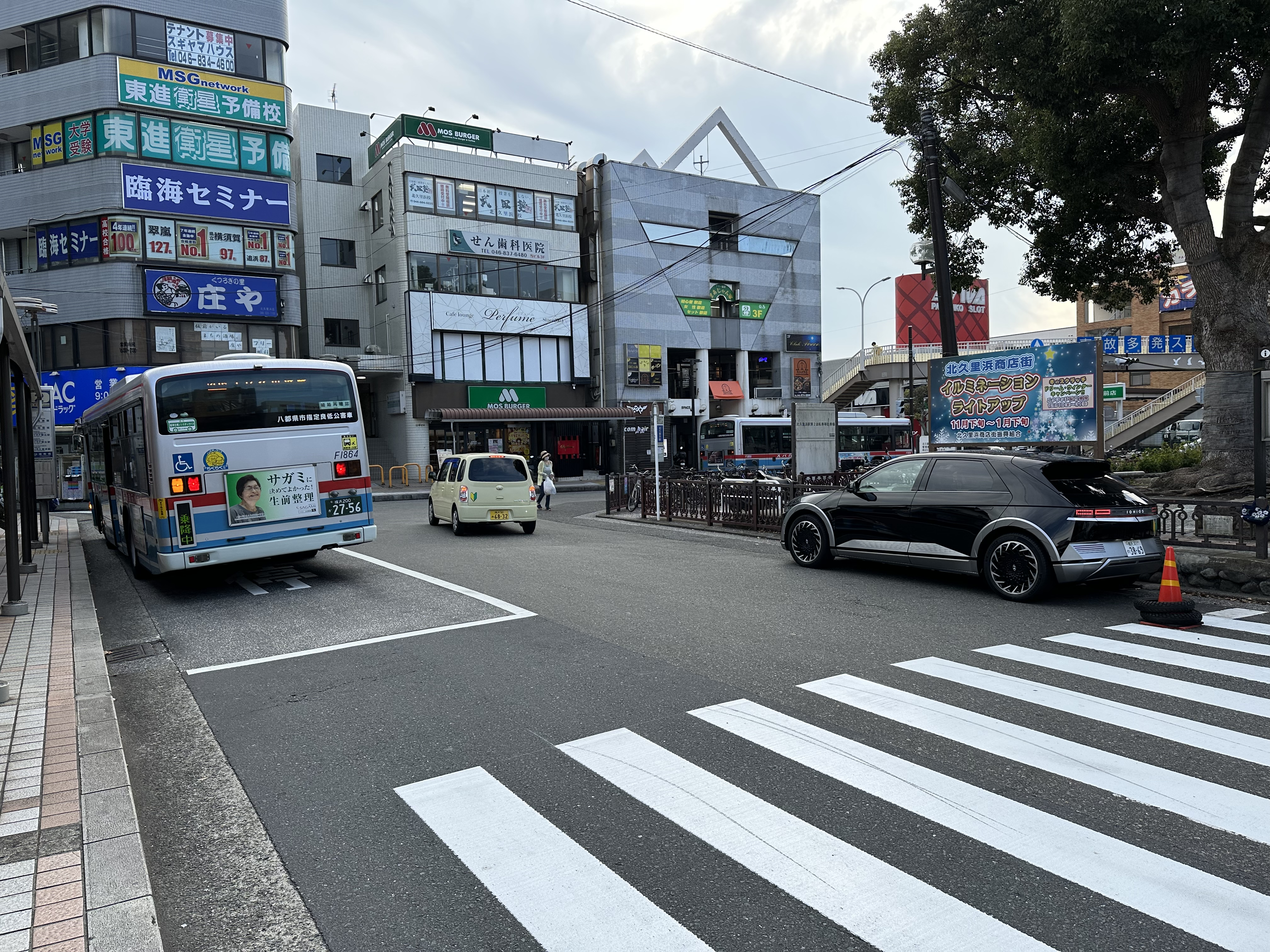
로터리

게이힌급행버스에 의해 운행되고있다. 인근 주택 단지에 노선이 여러 구성되어 있으며, 열차와 환승 이용자도 많다.
역사와 국도134호 사이에 로터리가 버스 터미널로서의 역할을 하고있다. 당역 시발 · 종착역으로하는 계통이 많지만, 영업소에 병설 된 주차장에 입 · 출고를 겸하고 구리하마역까지 운행하는 것도 있다. 로터리에서 1·2번 승강장과 하차 전용 정류장, 국도에 접하고 3번 승강장이 설치되어있다.
1번 승강장
모리사키 리안시티･기누가사 방면
2번 승강장
신 이와토 단지·YRP 노비 역 * JR구리하마역 (이케다 쵸 통해) 방면
3번 승강장
구리하마 공업 단지, 구리하마역 방면

## 갤러리

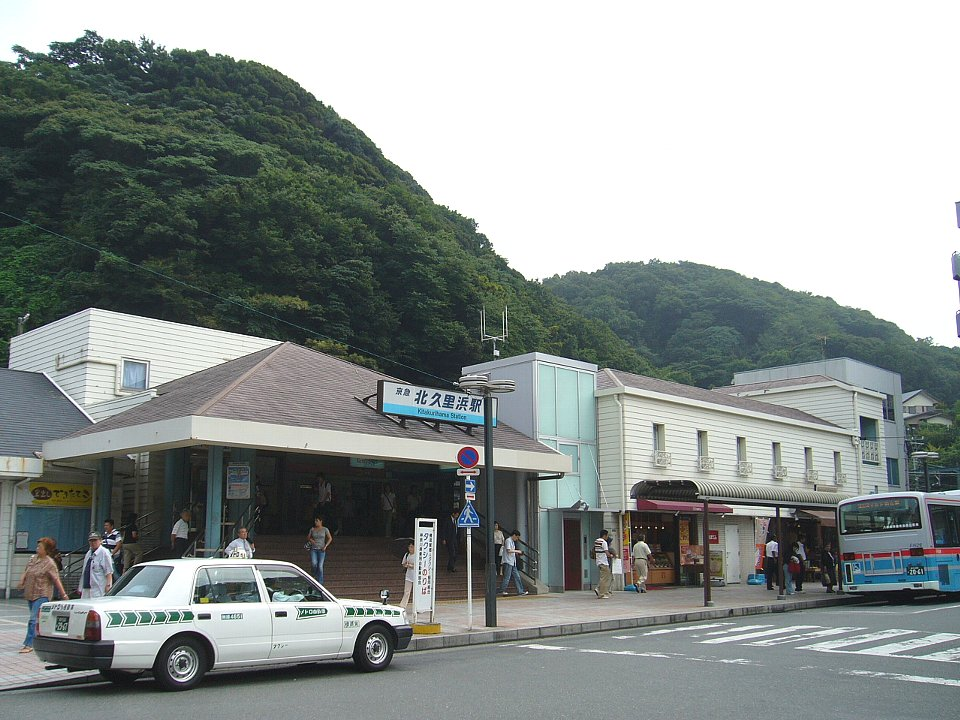
역사 (2006년 9월 7일)
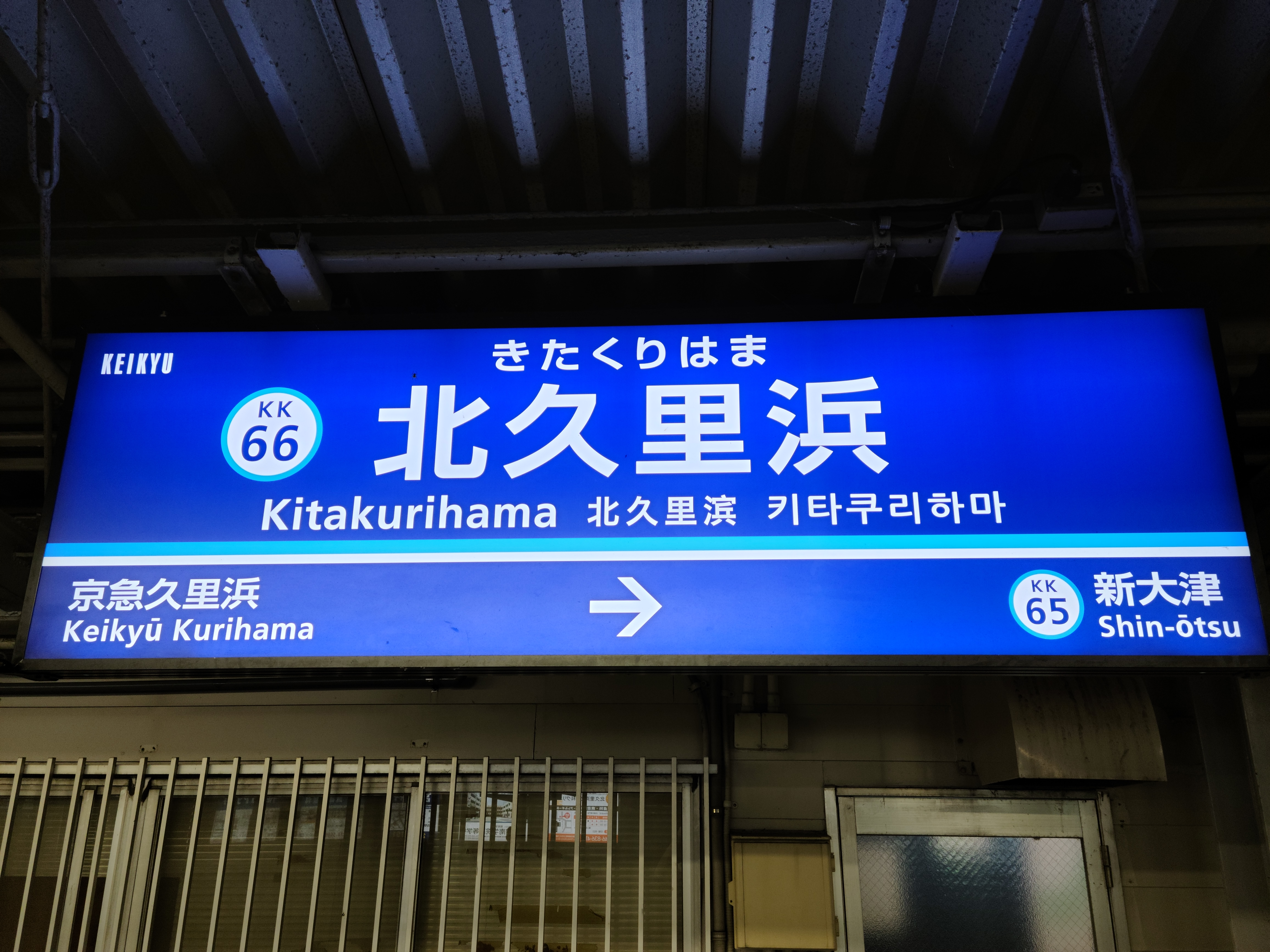
역명판 (2020년 9월)
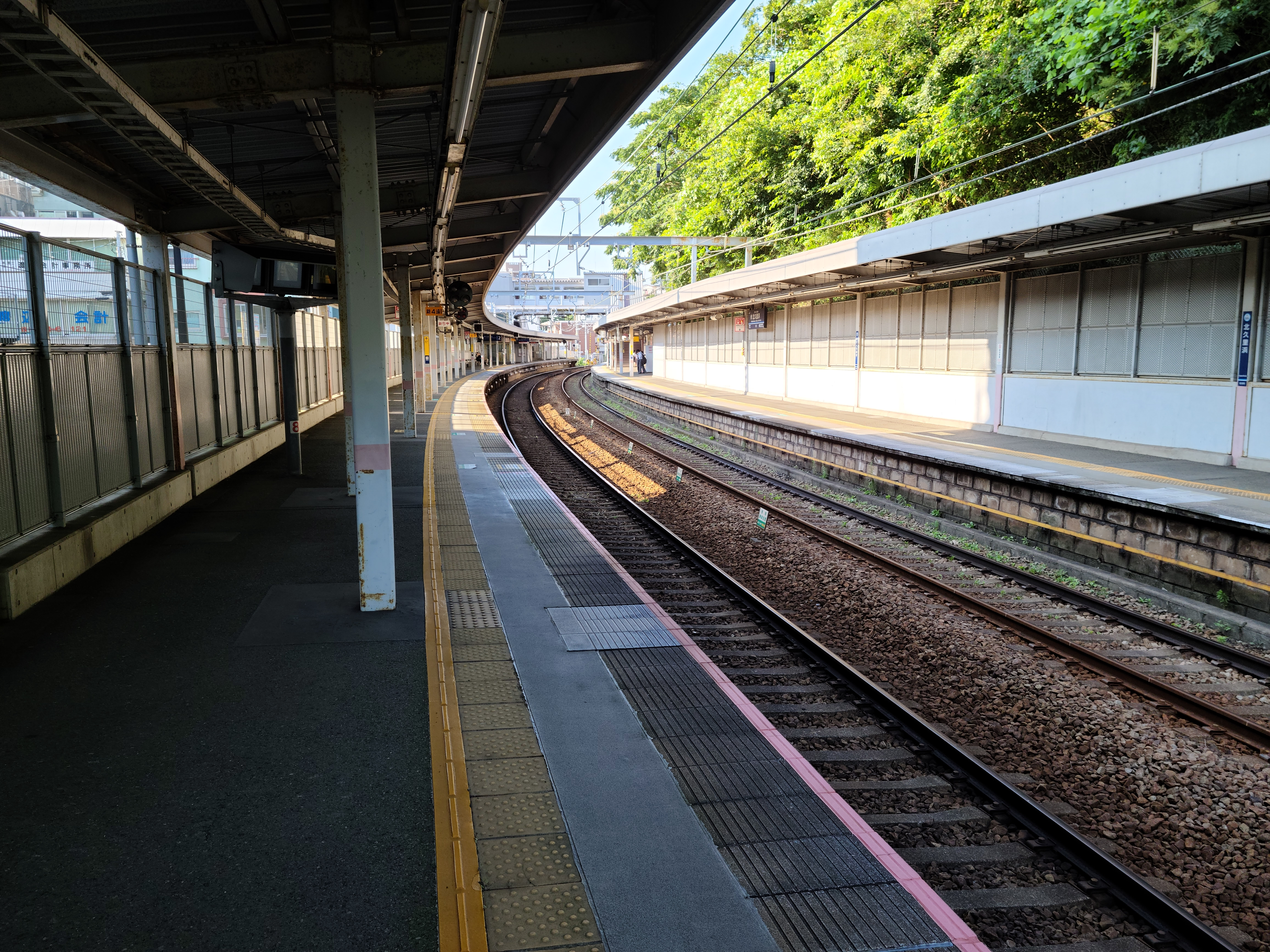
승강장（2020년 8월 4일)
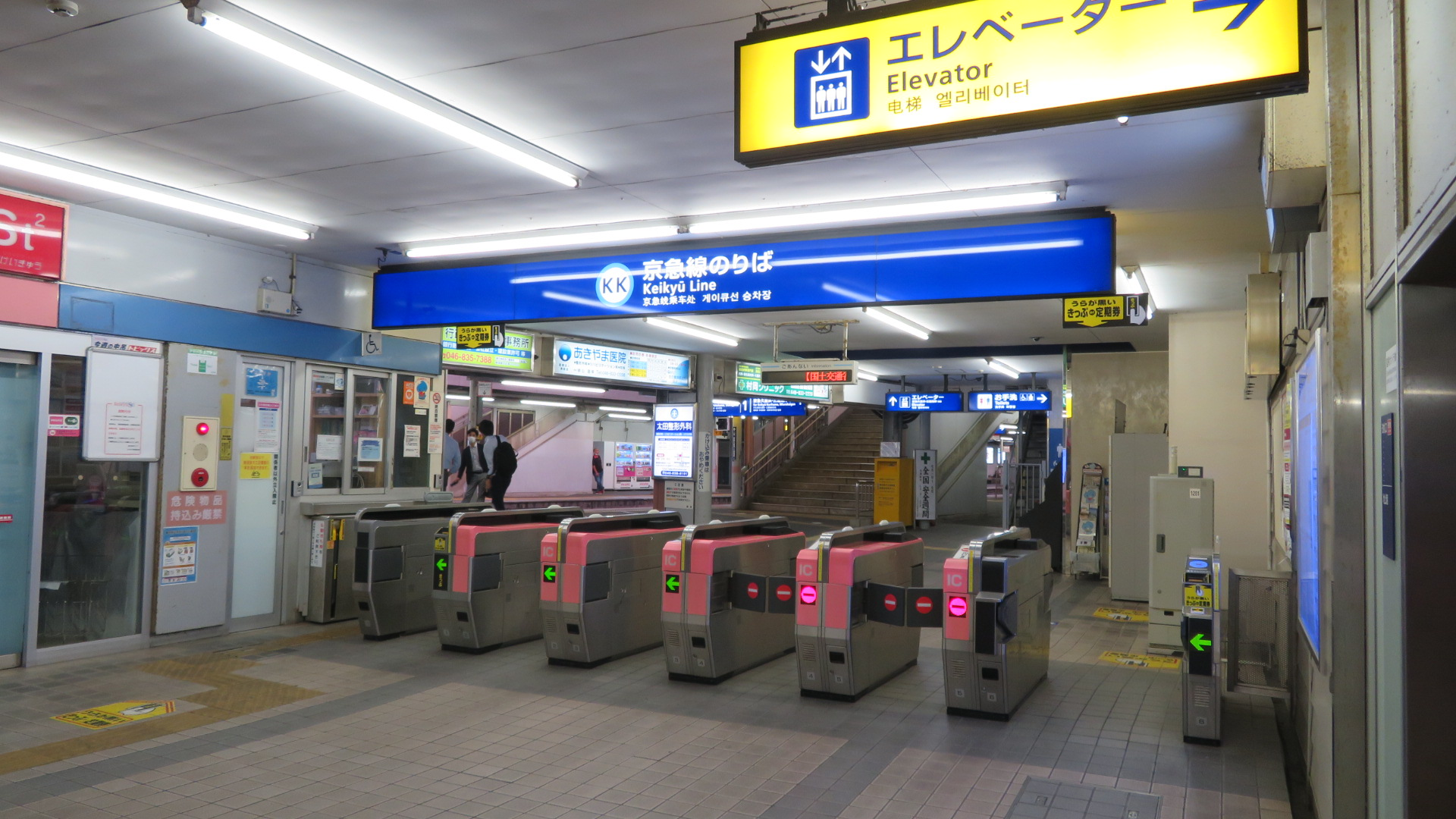
개찰구 (2020년 6월 23일)
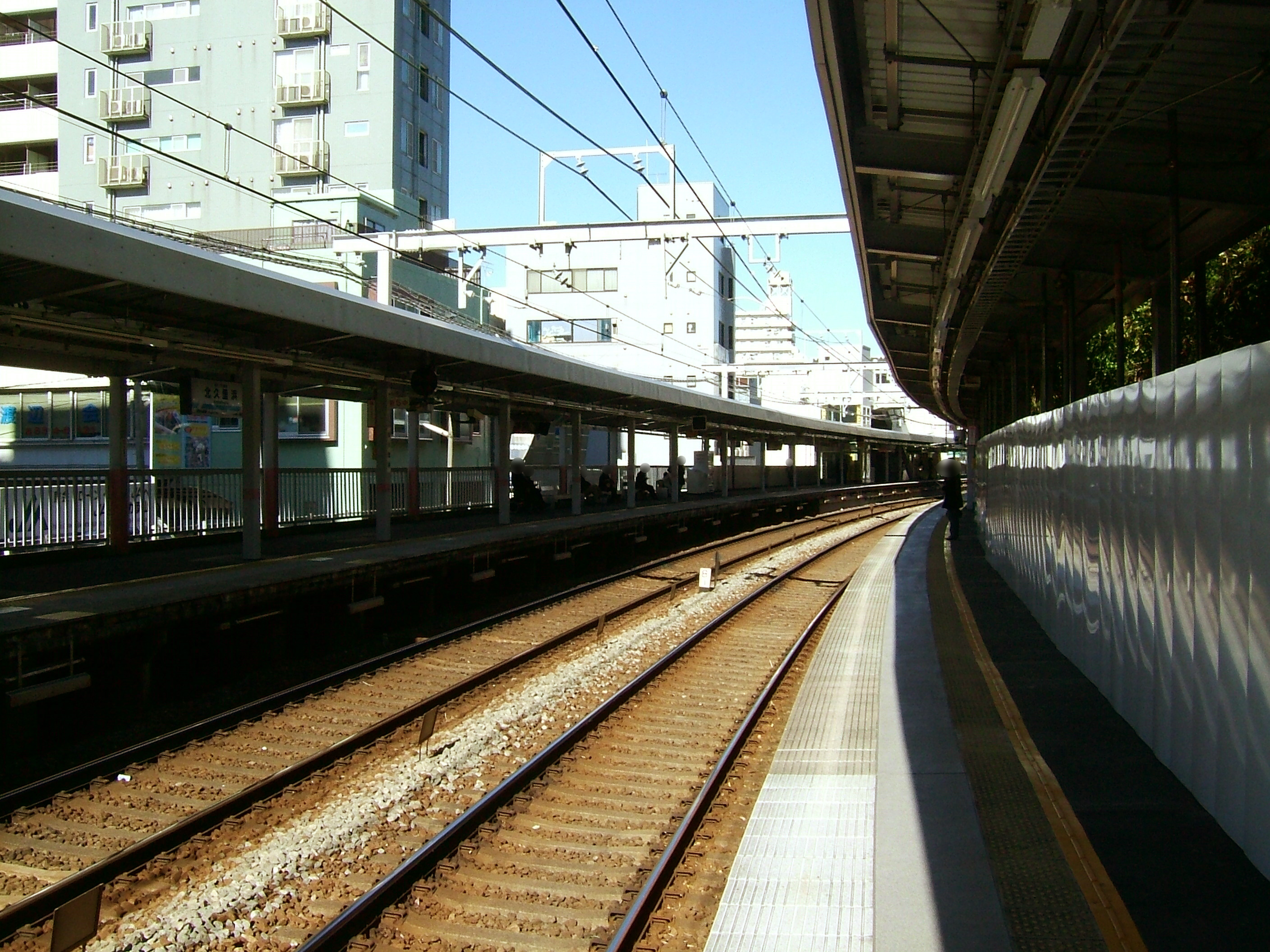
2008년 승강장

## 인접역
| 게이힌 급행 전철 ■ 구리하마 선 | 게이힌 급행 전철 ■ 구리하마 선 | 게이힌 급행 전철 ■ 구리하마 선       |
| ------------------------------ | ------------------------------ | ------------------------------------ |
| KK65 신오쓰 호리노우치 방면    | 쾌특・특급                     | KK67 게이큐 구리하마 미사키구치 방면 |
| KK65 신오쓰 호리노우치 방면    | 보통                           | KK67 게이큐 구리하마 미사키구치 방면 |